# Intención del usuario
La intención del usuario, conocida también como intención de consulta o intención de búsqueda, es la identificación y categorización de lo que el usuario quiere buscar o tiene la intención de buscar cuando escribe sus términos de búsqueda en una web o en un motor de búsqueda para mejorar los motores de búsqueda u optimizar la tasa de conversión. Como  ejemplos , encontramos la verificación de hechos , comparación de compras o navegar en otras páginas web.

## Optimización de la intención del usuario
Para aumentar la clasificación de los motores de búsqueda, las personas que trabajan en marketing necesitan crear contenido que satisfaga la consulta que pongan los usuarios es sus teléfonos móviles o en sus ordenadores. Crear contenido teniendo en cuenta la intención del usuario ayuda a aumentar el valor de la información que se está mostrando. La búsqueda de palabras clave puede ayudar a determinar la intención del usuario. Las palabras que buscan las personas en un motor de búsqueda para buscar contenido, productos o servicios son las palabras que deberían usarse en una página web para optimizar la intención del usuario.
Google, Petal o Sogou pueden mostrar las Páginas de Resultados de Motores de Búsqueda (SERP (Search Engine Results Page)) características como fragmentos característicos, tarjetas de conocimiento o paneles de conocimiento para peticiones donde la intención de búsqueda está clara. Las personas que ponen en marcha la Optimización de Motores de Búsqueda (SEO (Search Engine Optimization)) tienen esto en cuenta porque Google, Petal y Sogou normalmente lo utilizan para satisfacer las necesidades del usuario para que estos no tengan que entrar en sus respectivas SERP. Cuanto mejor estos motores de búsqueda encuentren las intenciones del usuario, menos usuarios harán click en los resultados de la búsqueda.

## Tipos
Aunque haya muchas  maneras de clasificar las categorías de la intención del usuario, en general, se tienden a seguir las mismas clasificaciones. Hasta hace poco, había tres categorías principales: informacional, transaccional y navegacional. Sin embargo, tras el aumento de las búsquedas móviles, han aparecido otras categorías o se han segmentado para aclarar la información. Por ejemplo, como los usuarios de teléfonos móviles pueden querer buscar direcciones o información de un lugar específico, las personas que trabajan en marketing han propuesto categorías como "intención de lugar" en búsquedas de "lugar XY cerca de mí". Además, también está la intención comercial, que es cuando un usuario busca por un producto o servicio para saber más sobre el mismo o para comparar otras alternativas para hacer la compra.
Aquí tenemos algunos ejemplos de categorías:
Intención informacional: Donald Trump, ¿Quién es Maradona?, ¿Cómo perder peso?
Intención de navegacional : inicio de sesión de Facebook, Página de contribución de Wikipedia.
Intención transaccional: Cupones de Amazon, ordenador Dell barato , instaladores de vallas.
Intención comercial: Mejores cascos, mejor agencia de marketing, reseña de x proteína.
Intención de búsqueda local: Gasolineras cerca de mí , restaurantes cerca de mí
Muchas búsquedas también requieren diferentes intenciones de búsqueda juntas. Por ejemplo, cuando alguien busca: "Mejor tienda de reparación de iPhone cerca de mí", es intención transaccional y local. Juntar diferentes intenciones de búsqueda puede fácilmente ocurrir con palabras homónimas y las páginas SERP tienden a ser inestables debido a las diferencias entre los signos de cada usuario.
La intención de usuario suele confundirse y pensar que hay pocos tipos de intenciones de usuario no ofrece lo que busca el usuario de la manera más completa.
También es un término que se utiliza para describir cada tipo de actividad, empresa o servicios que los usuario están buscando (no solo el comportamiento del usuario tras la búsqueda). 
Por ejemplo, si buscas 'spanish games' en el motor de búsqueda (cuando los ajustes de tu motor de búsqueda están en inglés), tendrás resultados de metodologías para aprender español, no juegos que realmente estén en español. En este ejemplo, la intención del usuario es aprender español, no jugar a juegos. Esta intención se refleja en Google y otros motores de búsqueda, los cuales se esfuerzan en mostrar los resultados de su SERP en base a la intención del usuario.